# Mokama

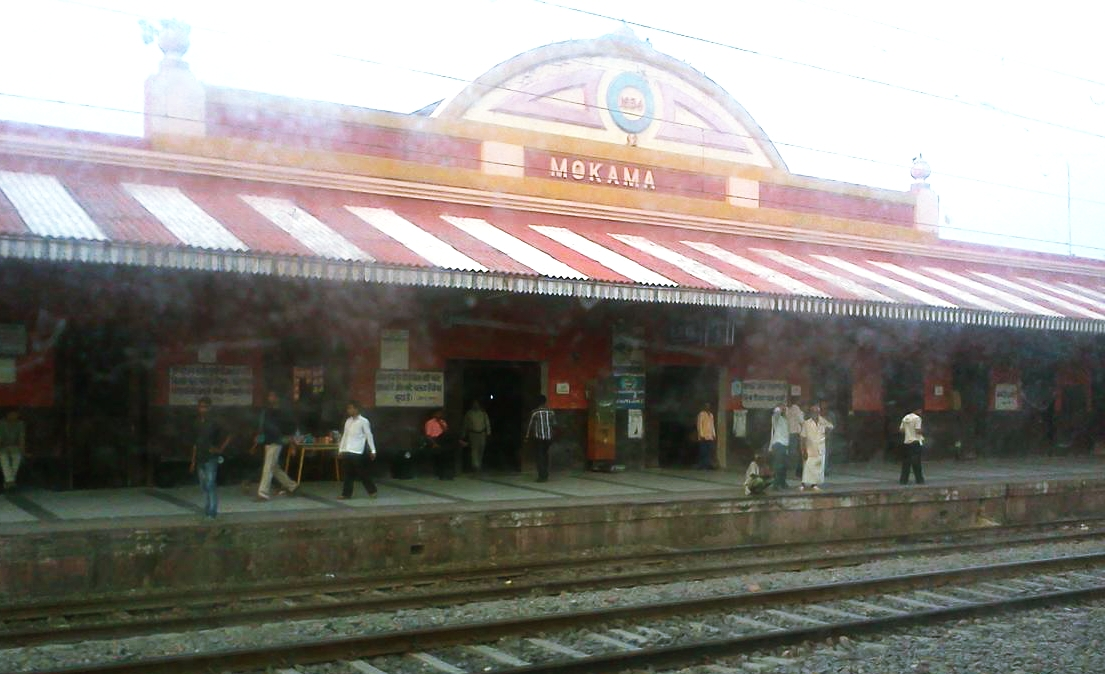
Bahnhof Mokama

Mokama, auch Mokameh, ist eine Stadt im Bundesstaat Bihar im Osten Indiens. Sie ist Teil des Distrikt Patna. Mokama hat den Status eines City Council (Nagar panchayat). Die Stadt ist in 28 Wards gegliedert. Sie liegt 90 km östlich von Patna am südlichen Ufer des Ganges.

## Demografie
Die Einwohnerzahl der Stadt liegt laut der Volkszählung von 2011 bei 60.678. Barh hat ein Geschlechterverhältnis von 873 Frauen pro 1000 Männer und damit einen für Indien üblichen Männerüberschuss. Die Alphabetisierungsrate lag bei 72,8 % im Jahr 2011. Knapp 94 % der Bevölkerung sind Hindus, ca. 5 % sind Muslime und ca.  1 % gehören anderen Religionen an. 14,8 % der Bevölkerung sind Kinder unter 6 Jahren. 17,1 % der Bevölkerung sind Teil der Scheduled Castes.

## Infrastruktur
Mokama liegt an dem National Highway 50 und dem National Highway 31, die Mokama mit den großen Städten Indiens verbindet. Die Stadt verfügt auch über einen eigenen Bahnhof.

## Wirtschaft
Die Hauptbeschäftigung der meisten Einwohner ist die Landwirtschaft und die Stadt ist von Ackerland umgeben. Hauptanbaukulturen sind Linsen, Kichererbsen und Senfkörner. Auch werden viele verschiedene Arten von Früchten und Gemüse angebaut.